# Al Hamra Tower
Tháp Al Hamra là một tòa nhà chọc trời ở Thành phố Kuwait, Kuwait. Đây là tòa nhà cao nhất ở Kuwait.

## Hồ sơ
Việc xây dựng tòa nhà chọc trời này bắt đầu vào năm 2005, và được hoàn thành vào năm 2011. Được thiết kế bởi các công ty kiến trúc Skidmore, Owings, Merrill và Ramshir và Callison, đây là tòa nhà chọc trời bê tông chạm khắc cao nhất thế giới và là tòa nhà cao thứ ba mươi trên thế giới lúc 414 m (1.358 ft).
Tòa nhà này sử dụng mặt tiền được bọc bằng kính ở phía đông, phía bắc và phía tây cả về tính thẩm mỹ và để giảm diện tích bề mặt phản chiếu ở mặt tiền phía nam, nơi cũng có đá vôi Jura chải. Những bức tường loe vươn ra từ góc tây nam và đông nam của lõi trải dài toàn bộ chiều cao của tòa tháp, và có một sảnh cao 24 mét không có cột  Cảnh quan được thiết kế bởi Phong cảnh Francis
Tòa tháp được đưa vào danh sách những phát minh tốt nhất năm 2011 của tạp chí TIME.

## Giải thưởng
- 2011: Giải thưởng Nhà chọc trời Emporis [5]
- 2010: Cảnh quan thành phố • Xây dựng thương mại / sử dụng hỗn hợp [6]
- 2008: Chicago Athenaeum - Giải thưởng kiến trúc Mỹ [7]
- 2008: Chicago Athenaeum - Giải thưởng kiến trúc quốc tế cho thiết kế toàn cầu mới tốt nhất [8]
- 2008: MIPIM / Đánh giá kiến trúc - Giải thưởng dự án tương lai của MIPIM: Nhìn chung [9]
- 2008: MIPIM / Đánh giá kiến trúc - Giải thưởng dự án tương lai của MIPIM: Nhà cao tầng [9]
- 2007: Miami Architecture Bienal - Dự án chưa xây dựng bằng đồng [10]